# Pharnakes (Feldherr)
Pharnakes († Mai 334 v. Chr.) war ein Adliger im persischen Großreich der Achämeniden des 4. Jahrhunderts v. Chr. und gehörte wohl der pontisch-kappadokischen Aristokratie an.
Er war ein Bruder der Gattin des Großkönigs Dareios III. und einer der persischen Befehlshaber in der 334 v. Chr. in Kleinasien gegen Alexander den Großen ausgetragenen Schlacht  am Granikos, in der er fiel.